# Iwanówka (rejon święciański)
Iwanówka (lit. Eimunis) – dawny chutor na Litwie, w okręgu wileńskim, w rejonie święciańskim, w gminie Świrki.

## Historia
W czasach zaborów w gminie Huduciszki, w powiecie święciańskim, w guberni wileńskiej Imperium Rosyjskiego
W dwudziestoleciu międzywojennym futor leżał w Polsce, w województwie wileńskim, w powiecie święciańskim, w gminie Hoduciszki.
W 1931 w 1 domu zamieszkiwało 8 osób.
Od 1945 roku w Litewskiej Socjalistycznej Republice Radzieckiej.
Wieś została zlikwidowana w 1973 roku.